# وحید ندیم
وحید ندیم (زادهٔ ۷ ژانویهٔ ۱۹۸۷) یک بازیکن فوتبال اهل افغانستان است.
از باشگاه‌هایی که در آن بازی کرده‌است می‌توان به باشگاه فوتبال کابل بانک اشاره کرد.
وی همچنین در تیم‌های ملی فوتبال افغانستان بازی کرده‌است.